# Мазурские озёра
Мазу́рские озёра (пол. Mazury; также Большие Мазурские озёра), Мазурская линия озёр — многочисленная группа (цепь) озёр ледникового происхождения на северо-востоке Польши, близ границы с Литвой и Калининградской областью России, на территории исторического региона Мазурия.
Административно озера расположены на территории Варминьско-Мазурского воеводства. Общая площадь составляет 310 км². Применительно к рельефу северо-восточной Польши принято использовать термин Мазурское поозёрье, а по отношению к гидрографии региона — термин Мазурские озёра.

## Географическое положение
Озёра расположены в центре Мазурского нагорья, рельеф которого сформировался в ледниковый период во время таяния и смещения ледовых масс; котловины озёр имеют ледниково-моренное происхождение и имеют общее название — Мазурское поозёрье. Нагорье является частью Балтийской гряды, простирающейся от Ютландии до Эстонии.

## Гидрография
В силу постоянного увлажнения и большого количества осадков, приносимых балтийскими и атлантическими циклонами, озёра многоводны и достаточно глубоки (до 40 метров). Образуют целые цепи водоёмов, сообщающихся протоками и соединённых каналами (Эльблонгский канал, Мазурский канал). Сток озёр направлен преимущественно в бассейн рек Висла в Польше и Преголя (через Лаву и Анграпу) — центральной водной артерии Калининградской области России.

## Крупнейшие водоёмы
| №  | Озеро           | Прибрежные населённые пункты | Глубина, м | Площадь, км² |
| -- | --------------- | ---------------------------- | ---------- | ------------ |
| 1  | Снярдвы         | Новые Гуты                   | 23         | 113,8        |
| 2  | Мамры           | Венгожево                    | 40         | 104,5        |
| 3  | Езёрак          | Илава                        | 13         | 34,6         |
| 4  | Даргин          |                              | 37,6       | 30,3         |
| 5  | Негоцин         | Гижицко                      | 39,7       | 26,04        |
| 6  | Кисайно         |                              | 25         | 18,96        |
| 7  | Рось            |                              | 31,8       | 18,88        |
| 8  | Талты           | Миколайки                    | 44         | 18,36        |
| 9  | Нидское         |                              | 23         | 18,31        |
| 10 | Сельмент-Вельки |                              | 22         | 12,73        |
| 11 | Нарье           |                              | 45         | 12,6         |
| 12 | Белданы         |                              | 46         | 9,44         |
| 13 | Дрвенцке        | Оструда                      | 22,3       | 8,8          |

Ранее озера имели другие названия: Мазурское, Коссекское, Левентинское, Ягодненское, Спирдниг и другие.

## Хозяйственное значение
На озёрах развито мелкое (в основном туристическое) судоходство (часть судов между озёрами передвигается на сухопутных рельсах). Пассажирское судоходство по каналу осуществляет пароходство Żegluga Ostródzko—Elbląska (Острудско-Эльблонское пароходство). Канал также открыт для прохода частных судов, яхт и катеров. Развито любительское рыболовство (в озёрах встречаются щука, судак, угорь). В городе Гижицко на озере Негоцин расположен один из самых крупных в Польше рыбокомбинатов. На берегах озёр расположены также санатории, турбазы.

## История
Мазурские озёра были частично соединены между собой каналами и образовали целый ряд небольших дефиле, через которые проходили пути сообщения с востока на запад. Эти дефиле оборонялись прусскими отдельными укреплёнными пунктами (крепостями), большей частью временного или полудолговременного характера, составлявшими так называемую укреплённую линию Мазурских озер.
У берегов озёр Негоцин (Вайтек-зе (или Левентин-зе)) и Кисайно (Ягоднер-зе) была построена крепость Бойен, недалеко от окружного города Лётцена, носящая имя прусского военного министра и служившая защитой от России в 19 веке. Другие военные укрепления имели названия: Кулла-Брюке, Шимонкен, Грюнвальде, Мниодунек, Тальтер, Гусянка и Руджаны.
Во время Первой мировой войны в районе Мазурских озёр, в 1914—1915 годах, происходили кровопролитные бои между русскими и германскими войсками. План Шлиффена подразумевал ведение Германией войны на два фронта. Первоочередной задачей было помешать объединению двух группировок русских войск, располагавшихся около Немана и Нарвы. Для этого были укреплены промежутки между озерами: прорыты каналы шириной 19 метров, которые невозможно было перейти вброд; через каждые 850—1000 метров вдоль каналов располагались кирпичные двухъярусные блокгаузы, подходы к ним были защищены тремя рядами колючей проволоки.